# Сатерланд
Сатерланд (сатерландски фризийски: на Saterland Frisian: Seelterlound) е община в област област Клопенбург, в Долна Саксония, Германия. Намира се между градовете Леер, Клопенбург и Олденбург. Градът е родно място за етническата група сатерландски фризи чиито фризийски език все още се използва.
Община Сатерланд е сформирана през 1974 г., когато по-малките общини Щрюклинген (Струкелье на сатерландски фризийски), Рамслох (Роомелсе), Седелсберг (Сееиделсбийрих) и Шарел (Шедел) са се слели.

## История
През Средновековието Сатерланд е бил пясъчен регион, заемащ площ от около 15 км в дължина на 1 – 4 км ширина, заобграден от блата. Населен е бил между 10 и 13 век от фризите от Източна Фризия. Бидейки изолиран, обитателите са развили собствена форма на изтонофризийския език, сатерландски фризийски, който оцелява и днес. Сатерските фризи са най-малкото признато малцинство от германското федерално правителство.

## Забележителности
На площта на община Сатерланд се намира VLF предавател DHO38 – голям VLF предавател на германските военноморски сили за изпращане на команди на подводници.